# The President Wore Pearls
«The President Wore Pearls» (с англ. — «Президент, который носит бусы» или «Президент в жемчужном ожерелье») — третья серия пятнадцатого сезона мультсериала «Симпсоны», вышедшая в эфир 16 ноября 2003 года на телеканале Fox. Сюжет серии был придуман сценаристом Элом Джином под влиянием мюзикла Эндрю Ллойда Уэббера и Тима Райса «Эвита», посвящённого Эве Перон. В 2004 году эпизод номинировался на премию «Эмми» в категории «Выдающаяся музыка и слова».

## Сюжет
В Спрингфилдской начальной школе организовывают благотворительный вечер азартных игр по инициативе президента школьного совета Мартина Принса. Когда Гомер, выиграв, пытается обменять свои фишки на деньги, ему объясняют, что в благотворительном школьном казино призом являются не деньги, а, например, партия в бильярд с садовником Вилли. Когда жители Спрингфилда узнают об этом, они устраивают в школе погром, несмотря на то что условия проведения были указаны в брошюрах, которые им разослали.
После этого происшествия директор Скиннер снимает Принса с поста президента. Для новых выборов свои кандидатуры выдвигают Лиза Симпсон и Нельсон Манц. Нельсон подкупает избирателей ответами на тесты и имеет большую популярность среди учеников, но на дебатах Лиза поёт жалостливую агитационную песню и в результате выигрывает выборы. Учителя изменяют её имидж, делая её похожей на Эву Перон. Подкупив Лизу постоянным доступом к школьной библиотеке, Скиннер обманом даёт ей подписать указ о прекращении преподавания музыки, физкультуры и рисования в Спрингфилдской начальной школе.
Осознав, что её использовали, Лиза призывает учеников начать забастовку. К забастовке школьников присоединяются Спрингфилдская полиция, Майкл Мур, профсоюзы козодоев и операторов новостного телесуфлёра, а также Федерация зомби национальных луна-парков. Чтобы лишить бастующих их лидера, Лизу переводят в школу для одарённых детей, чему она весьма рада, поскольку всегда мечтала о другой школе. Однако план проваливается, потому что Гомер отказывается возить дочь в школу, находящуюся далеко от дома.